# HMS Spartan (95)
La HMS Spartan, quinta nave da guerra britannica a portare questo nome, è stata un incrociatore leggero classe Dido, tipo Bellona, della Royal Navy. Era costruita con solamente 4 torrette ma con armamento antiaereo migliorato. Venne costruita nei cantieri Vickers-Armstrongs di Barrow-in-Furness a partire dal 21 dicembre 1939. Venne varata il 27 agosto 1942 ed entrò in servizio il 10 gennaio 1943.

## Servizio
Entrata in servizio con un equipaggio di Devenport, al comando del Capitano P.V. McLaughling, era inizialmente previsto che la Spartan venisse assegnata alla Flotta Orientale ma dopo alcuni mesi con la Home Fleet, venne trasferita nel Mar Mediterraneo, arrivando a Malta il 28 ottobre 1943 per servire temporaneamente con la Mediterranean Fleet. L'8 novembre 1943 partì per Taranto per riunirsi al 15º Squadrone Incrociatori.
Nella notte tra il 18 ed il 19 gennaio 1944 operò un bombardamento con scopi diversivi nell'area di Terracina e insieme all'Orion e a quattro incrociatori fornì un forte fuoco di appoggio alle truppe di terra durante le operazioni contro la Linea Barbara. Le batterie di terra risposero solo sporadicamente e la Spartan da sola sparò circa 900 colpi.
Partecipò quindi allo sbarco di Anzio, che iniziò il 22 gennaio seguente. Sempre insieme alla Orion ebbe compiti di supporto di artiglieria. La resistenza tedesca fu molto debole e quindi la Spartan tornò nel vicino porto di Napoli rimanendo disponibile per nuove operazioni anche con breve preavviso.

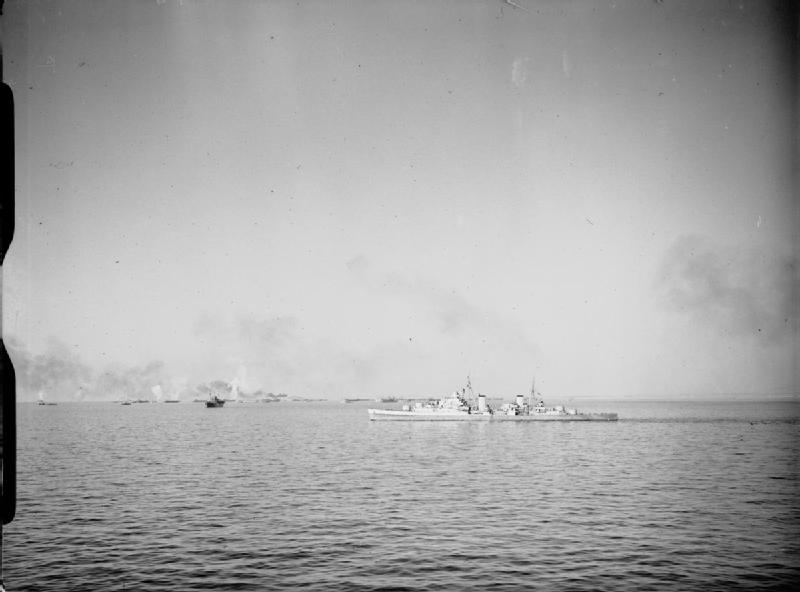
La Spartan mentre bombarda la costa durante le prime fasi della Battaglia di Montecassino. Si nota il fumo della battaglia che sale dalla costa

Il 27 gennaio venne trasferita al largo di Anzio con compiti di protezione antiaerea. Al tramonto del 29 gennaio vi fu un attacco aereo con bombe planate alle navi ormeggiate nella baia. In quel momento la Spartan si trovava ancorata ed iniziò ad emettere una cortina fumogena, non effettiva a causa dello scarso preavviso e del forte vento presente al momento dell'attacco. Inoltre la cortina fumogena emessa dalla Spartan non copriva la nave stessa.
Circa 18 aerei si avvicinarono da nord passando sopra la costa, lanciando l'attacco contro le navi stagliate nella luce del tramonto. Inoltre il momento scelto per l'attacco impedì che gli aerei venissero visti in anticipo, mentre il radar non riuscì ad individuarli a causa degli echi della costa.
Nel momento in cui l'allarme venne ricevuto dalle navi, che immediatamente iniziarono un fuoco di sbarramento nella direzione dell'attacco, già sei bombe erano state lanciate in direzione delle navi ormeggiate, la maggior parte delle quali caddero in acqua. Poco dopo una bomba radio controllata Henschel Hs 293 colpì la Spartan poco a prua del secondo fumaiolo, esplodendo sul lato sinistro del locale caldaie di poppa, creando un ampio squarcio nel ponte superiore.
Subito dopo l'alberatura crollò e le sale macchine vennero inondate, causando il distacco dell'energia elettrica ed idraulica. Successivamente si sviluppò un violento incendio mentre la nave sbandava a sinistra. Circa un'ora dopo la prima esplosione la nave dovette essere abbandonata e pochi minuti dopo affondò capovolgendosi e rimanendo appoggiata sul fondale poco profondo. Morirono cinque ufficiali e 41 marinai, mentre i feriti furono 42.